# マジック・アンド・ロス
『マジック・アンド・ロス』（Magic and Loss）は、ルー・リードが1992年に発表したアルバム。

## 解説
死をテーマにしたアルバムで、リードの親友であるドク・ポーマスとリタが、2人とも癌で死去したことに触発されて作られた。
イギリスでは、『ベルリン』（1973年）以来約18年ぶりに全英アルバムチャートのトップ10入りを果たした。
収録曲「ホワッツ・グッド - 主題」は、アルバム発表に先駆けて公開された映画『夢の涯てまでも』（監督：ヴィム・ヴェンダース）のサウンドトラックで使用された。同曲は、リードの母国アメリカでは、『ビルボード』誌のモダン・ロック・チャートで1位に達した。

## 収録曲
特記なき楽曲はルー・リード作詞・作曲。1.はインストゥルメンタル。
1. ドリタ - 精神 - "Dorita - The Spirit" - 1:07
2. ホワッツ・グッド - 主題 - "What's Good - The Thesis" - 3:22
3. パワー・アンド・グローリー - 状況 - "Power and Glory - The Situation" (Lou Reed, Mike Rathke) - 4:23
4. マジシャン - 内面的に - "Magician - Internally" - 6:23
5. スウォード・オブ・ダモクレス - 外面的に - "Sword of Damocles - Externally" - 3:42
6. グッドバイ・マス - 教会に於ける肉体の終演 - "Goodby Mass - In a Chapel Bodily Termination" - 4:25
7. クリメーション - 灰は灰へ - "Cremation - Ashes to Ashes" - 2:54
8. ドリーミン - 逃避 - "Dreamin' - Escape" (L. Reed, M. Rathke) - 5:07
9. ノー・チャンス - 後悔 - "No Chance - Regret" - 3:15
10. ウォーリア・キング - 報復 - "Warrior King - Revenge" - 4:27
11. ハリーズ・サーカムシジョン - 迷い出た夢想 - "Harry's Circumcision - Reverie Gone Astray" - 5:28
12. ガスト・アンド・ストークト - 損失 - "Gassed and Stoked - Loss" (L. Reed, M. Rathke) - 4:18
13. パワー・アンド・グローリー・パート・II - 魔法・変化 - "Power and Glory, Part II - Magic - Transformation" (L. Reed, M. Rathke) - 2:57
14. マジック・アンド・ロス - 総括 - "Magic and Loss - The Summation" (L. Reed, M. Rathke) - 6:39

## 参加ミュージシャン
- ルー・リード - ボーカル、ギター
- マイク・ラスク - ギター
- ロブ・ワッサーマン - 6弦エレクトリック・アップライト・ベース
- マイケル・ブレア - ドラムス、パーカッション、バッキング・ボーカル
- ロジャー・モテノ - バッキング・ボーカル (on 2)
- リトル・ジミー・スコット - バッキング・ボーカル (on 3)